# آب‌انبار برالسویه
آب‌انبار برالسویه مربوط به دوره صفوی است و در تفت، خیابان امام خمینی (ره)، کوچه برالسویه واقع شده و این اثر در تاریخ ۹ اردیبهشت ۱۳۸۲ با شمارهٔ ثبت ۸۵۴۸ به‌عنوان یکی از آثار ملی ایران به ثبت رسیده است.